# 桐郷市
桐郷市（とうきょう-し）は中華人民共和国浙江省に位置する省直轄の県級市であり、しばらく温州市に代理管轄されている。

## 地理
北辺を江蘇省に接する。

## 歴史
1993年 - 桐郷県が桐郷市になる。

## 行政区画
- 街道：梧桐街道、鳳鳴街道、高橋街道
- 鎮：烏鎮鎮、濮院鎮、屠甸鎮、石門鎮、河山鎮、洲泉鎮、大麻鎮、崇福鎮

## 経済
桐郷経済開発区がある。

## 交通
- 高速道路
  - 滬杭高速道路
- 鉄道
  - 当初滬杭線は境内通る予定があった、住民たちは風水破壊の理由で猛反対したため、設計者徐騮良の地元海寧県に遠く廻った。2010年に開通した滬杭旅客専用線上に桐郷駅が設置された。

## 観光地
- 烏鎮鎮

## 出身者
- 茅盾 - 小説家
- 徐匡迪 - 政治家・金属工学者
- 銭君匋 - 篆刻家・書家・画家
- 豊子愷 - 画家・随筆家・翻訳家・教育家
- 呂留良 - 医師・思想家
- 労乃宣 - 文学者
- 胡钁 - 篆刻家・書家

## その他
日本の旧浜北市と姉妹都市であった。